# جلال‌الدین میرزا قاجار
جلال‌الدین میرزا قاجار فرزند فتحعلی‌شاه و هما خانم جهانبگلو بود که در سال ۱۲۴۲ یا ۱۲۴۵ هجری قمری زاده شد. وی را می‌توان نخستین تاریخ‌نگار باستان‌گرای ایران دانست. جلال‌الدین میرزا با تکیه بر دو عنصر زبان و تاریخ ملی، کوشید مفهوم ملّت را با تدوین تاریخ یکپارچهٔ ایران به زبان پارسی، به‌عنوان زبان ملی، نوسازی مفهومی کند. وی نویسندهٔ اثری سه جلدی، با هدف اولیهٔ چهار جلد، به نیت نگارش تاریخ عمومی ایران از عصر باستان تا زمان معاصر خویش، به‌نام نامهٔ خسروان است. وی به‌دلیل دیدگاه‌های متفاوت با جریان غالب عصر خویش، به «سوء اعتقاد» و «بی‌دینی» متهم می‌شد و اغلب مورد خشم دستگاه حکومتی عصر ناصری قرار می‌گرفت. جلال‌الدین میرزا در دههٔ هشتاد سدهٔ سیزدهم قمری به بیماری سیفلیس مبتلا شد و رفته‌رفته بینایی خویش را از دست داد. وی در نهایت در سال ۱۲۸۹ هجری قمری، بین ۴۴ تا ۴۶ سالگی درگذشت.
جلال‌الدین میرزا پس از خانه‌نشینی نگارش تنها اثر تاریخ‌نگاری خود را آغازید. این کتاب که نامهٔ خسروان نام دارد، اثری سه‌جلدی در تاریخ عمومی ایران است که در فاصلهٔ میان سال‌های ۱۲۸۵ تا ۱۲۸۸ هجری قمری نگاشته شد. جلال‌الدین میرزا بنا داشت این کتاب در چهار مجلد بنویسد، اما به‌دلیل مرگ نابهنگام وی نامهٔ خسروان در جلد سوم متوقف شد. مجلد نخست یا نخستین نامه به شرح تاریخ «از مه‌آبادیان تا ساسانیان» اختصاص دارد. مجلد دوم زیر عنوان دومین نامه ذکر اخبار «آغاز طاهریان تا انجام خوارزمیان» است. مجلد سوم نامهٔ خسروان یا سِیُمین نامه که اخبار ایران «از آغاز چنگیزیان تا انجام شهریاری زندیان» است، در سال ۱۲۸۸ هجری قمری نگاشته شد و در همان سال به خط عبدالرحیم شیرازی در کارخانهٔ علی‌قلی‌خان قاجار به چاپ رسید. مجلد چهارم، چنان‌که جلال‌الدین میرزا به فتحعلی آخوندزاده وعده داده‌بود، می‌بایستی دربردارندهٔ تاریخ قاجار تا روزگار نگارنده باشد که به‌سبب مرگ جلال‌الدین میرزا یا هراس وی از پیامدهای انتقاد از حکومت قاجار هرگز نوشته نشد.

## زندگی

### کودکی و نوجوانی
جلال‌الدین میرزا قاجار پسر فتحعلی‌شاه در سال ۱۲۴۲ یا ۱۲۴۵ هجری قمری در تهران زاده شد. دربارهٔ این‌که جلال‌الدین میرزا پسر پنجاه و چندم فتحعلی‌شاه قاجار بوده‌است، اختلافاتی چند در منابع وجود دارد. مادر وی هما خانم دختر جمشید بیک کُرد جهانبگلو، نایب میرآخور شاه، بود. آورده‌اند هما خانم در میان چهار زنی بود که در حرمسرای فتحعلی‌شاه غالباً لباس فرنگی می‌پوشید. در زمان حیات فتحعلی‌شاه، جلال‌الدین میرزا همچون دیگر شاهزادگان قاجاری نزد مادر خود پرورده شد. با مرگ پدر در سال ۱۲۵۰ هجری قمری و آغاز سلطنت محمدشاه، زنان فتحعلی‌شاه از حرمسرای سلطنتی رانده شدند. ازآن‌پس، جلال‌الدین میرزا به تحصیل پرداخت و رفته‌رفته در زمرهٔ شاهزادگان حاشیه‌ای دربار شناخته شد. اندک اخباری که از زندگی جلال‌الدین میرزا ضبط شده‌است، وی را «خوش‌سیما»، «سروقامت»، «ادب‌دوست»، «خوش‌گفتار» و «بااستعداد» وصف کرده‌اند. جلال‌الدین میرزا در اوایل جوانی با فرنگیان هم‌نشین شد و زبان فرانسوی آموخت و یکی از زبان‌دانان عصر خود شد. بااین‌همه، از اخبار زندگی جلال‌الدین میرزا آگاهی‌های اندک و پراکنده‌ای در دست است. این فقدان آگاهی نه از سر سهل‌انگاری، که ناشی اشتهار وی به لامذهبی و کژآیینی در عصر ناصری بوده‌است. اشتهار به لامذهبی و کژآیینی، و مغضوب‌شدن‌اش در دستگاه ناصری سبب شد که تذکره‌نویسان دربار قاجاری با سکوت از کنار زندگی جلال‌الدین میرزا بگذرند.

### دارالفنون
در زمان بنیانگذاری دارالفنون، جلال‌الدین میرزا بیست‌ و هفت سال می‌داشته‌ است. منابع هم زبانند که جلال‌الدین میرزا در این مدرسه زبان فرانسوی و دیگر علوم آموخته‌ است، گرچه نام جلال‌الدین میرزا در هیچ‌ یک از فهرست‌های دانش‌آموختگان دارالفنون نیست. عباس امانت دو گمانه برای نبود نام وی در فهرست دانش‌آموختگان دارالفنون برمی‌شمارد؛ گمانهٔ نخست آن‌که جلال‌الدین میرزا به‌دلیل سن بالا اساساً هرگز دانش‌آموز دارالفنون نبود؛ شاهد آن‌که در آستانهٔ سی‌سالگی، عزیزالدین میرزا، فرزند جلال‌الدین میرزا، دانش‌آموز دارالفنون بود. امانت بر آن است که جلال‌الدین میرزا پیش از بنیانگذاری دارالفنون از رهگذر هم‌نشینی با فرنگیان در آموزش زبان فرانسه می‌کوشید. گمانهٔ دوم آن‌که امانت عدم تحصیل جلال‌الدین میرزا در دارالفنون را یکسره رد نمی‌کند. وی بر پایهٔ مطلبی از محمدجعفر خورموجی که در آن جلال‌الدین میرزا محصل «علم لغات مختلفه» و «علوم حربیه» در دارالفنون گزارش شده‌ است، تحصیل غیرِرسمی جلال‌الدین میرزا در دارالفنون را غیرِمحتمل نمی‌داند. عباس قدیمی قیداری اما نظر دیگری دارد؛ وی بر آن است که عقاید دگراندیشانهٔ وی موجب شده که تهیه‌کنندگان فهرست دانش‌آموختگان دارالفنون —از جمله محمدحسن اعتمادالسلطنه— نام جلال‌الدین میرزا را آگاهانه وارد فهرست نکنند. بااین‌همه، آنچه بر آن اتفاق نظر وجود دارد، ارتباط جلال‌الدین میرزا با آموزگاران فرنگی دارالفنون است، چنان‌که مجلد دوم و سوم نامهٔ خسروان را به «دوستان خردمند و استادان دارالفنون» تقدیم کرده است.

### فراموشخانه

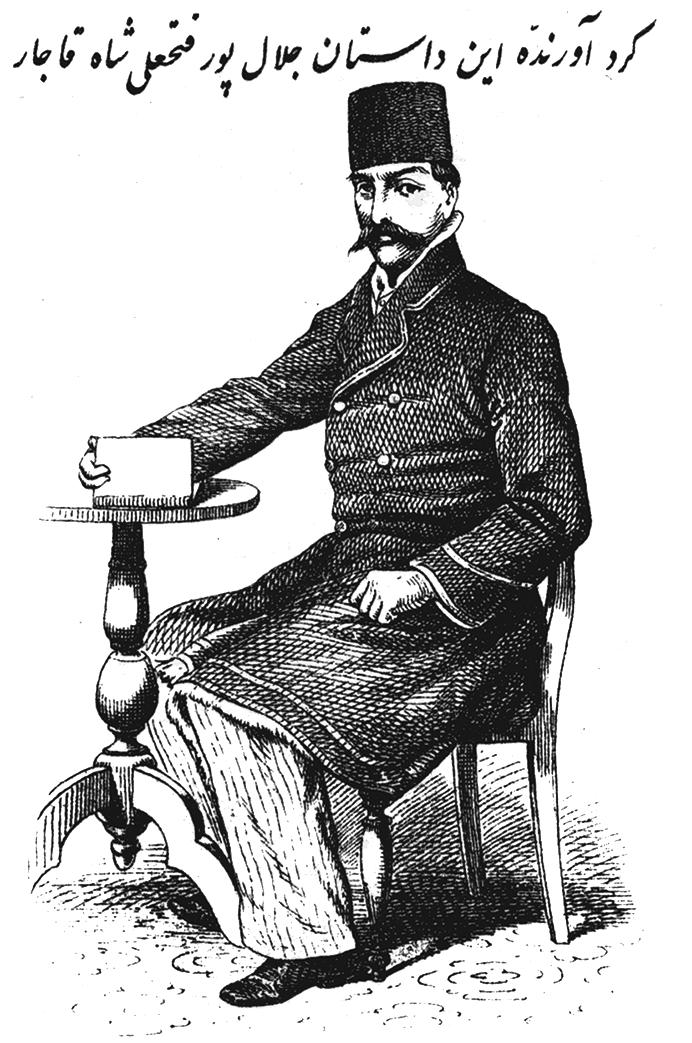
نگارهٔ جلال‌الدین میرزا قاجار در صفحهٔ نخست کتاب نامهٔ خسروان

فراموشخانه انجمن سیاسی و نیمه‌پنهانی بود که در سال ۱۲۷۸ هجری قمری در عصر ناصری به‌دست میرزا ملکم‌خان بنیان‌گذارده شد. فراموشخانه می‌کوشید ناصرالدین‌شاه را به انجام اصلاحات سیاسی بر پایهٔ ایده‌های میرزا ملکم خان و پدرش، میرزا یعقوب خان، ترغیب کند. تأسیس فراموشخانه با برخی اصلاحات در ساختار اجراییِ سیاسی ایران — یعنی انحلال منصب صدر اعظمی و تشکیل شورای دولتی و مصلحت‌خانه— در عصر ناصری در سال ۱۲۷۴ تا ۱۲۷۷ هجری قمری همزمان شد. در آن عصر، میرزا ملکم‌خان می‌کوشید تا طیف وسیعی از نخبگان، روشنفکران و دیوانیانِ عصر خود را —به‌ویژه از میان اعضای خاندان قاجار، علماء و محصلین دارالفنون— با انگیزهٔ ایجاد «سلطنت منتظم» و حکومت هوادار ترقی به عضویت فراموشخانه درآورد.
با تأسیس فراموشخانه به‌دست میرزا ملکم‌خان، جلال‌الدین میرزا که سرآمد اعضاء بود، به عضویت آن انجمن درآمد، و از این طریق چندی نیز سودای پادشاهی در سر می‌پرورد. عضویت جلال‌الدین میرزا برای فراموشخانه بسیار مهم بود، زیرا هم تعلق‌اش به خاندان سلطنتی نوعی از ایمنی را فراهم می‌آورد، و هم مانند ملکم‌خان اندیشه‌ای نوگرا می‌داشت. میزبانی نشست‌های انجمن در خانهٔ جلال‌الدین میرزا واقع در محلهٔ مسجد حوض تهران، و برعهده‌داشتن ریاست جلسه‌ها توسط وی مؤید اهمیت عضویت او در فراموشخانه است.
در پی عزل میرزا آقاخان نوری از صدارت، ناصرالدین‌شاه شورایی دولتی تشکیل داد و زمام امور کشور را خود به دست گرفت. میرزا ملکم‌خان برای اجرای اصلاحات ساختاری سیاسی خود می‌کوشید قدرت سلطنتی ناصرالدین‌شاه را برای ایجاد «سلطنت منتظم» به کار گیرد و برای رسیدن به این هدف «سلطنت مطلقه» شاهِ روشن‌رأی را بر «سلطنت مشروطه» ارجح می‌دانست. هم‌زمانی میل ناصرالدین‌شاه به انحصار قدرت با طرح سیاسی ملکم‌خان سبب شد شاه به ملکم و فراموشخانهٔ وی در ابتدا با خوشبینی بنگرد. همدلی شاه با ملکم‌خان و فراموشخانه سبب گسترش دامنهٔ فعالیت و تسهیل روند عضویت نخبگان در این انجمن شد؛ در همین راستا، جلال‌الدین میرزا نیز نزد دستگاه ناصری ارج یافت، و علاوه بر دویست تومان مواجب، برای مدت کوتاهی به منصب تشریفاتی «آجودانی حضور» گماشته شد. نکته آن‌که جلال‌الدین میرزا از معدود شاهزادگان قاجاری و فرزندان فتحعلی‌شاه بود که در پی مشاغل و مناصب دولتی یا حکومت ولایات نرفت.
هم‌زمان با این‌که شاه به‌وسیلهٔ شورای دولتی زمام امور را رأساً در دست گرفت، اوضاع اقتصاد کشور رو به وخامت گذاشت. افزایش روزافزون قیمت‌های اقلام اساسی، قحطی نان، تمرد نیروهای نظامی، فساد گستردهٔ دستگاه‌های حکومتی و ناتوانی دولت در کنترل اوضاع، موجب شورش‌های دامنه‌دار قشرهای شهری شد. با بالارفتن سطح تنش، شوق اولیهٔ شاه به اصلاحات رو به کاستی گذاشت و بر بدگمانی او به هواداران اصلاحات، به‌ویژه فراموشخانه، افزود. بالاگرفتن ناآرامی‌ها در پایتخت، تمایلات ضدیت با شاهی را که اکنون در کانون قدرت سیاسی بود، نزد افکار عمومی گسترد. ملکم‌خان نیز که اوضاع را وخیم می‌دید و برای اصلاحات ساختاری از رهگذر قدرت «سلطنت مطلقه» دیگر بختی متصور نبود، به‌منظور گسترش پایگاه مردمی فراموشخانه به اتخاذ موضعی انتقادی علیه دولت روی آورد. طرح مطالبی نظیر «آدمیت» و «مدنیت» در فراموشخانه نیز مخالفان محافظه‌کار این انجمن را در گوشزدکردن خطرات این مفاهیم برای سلطنت جسورتر کرد. اتهامات به فراموشخانه تا بدان‌جا پیش رفت که محافظه‌کاران آن را «محل تجمع بابیه» خواندند. از میان اطرافیان شاه، گویا محمدخان قاجار مُصرترین کس در سرکوب فراموشخانه بود، زیرا ملکم‌خان نقش وی در لشکرکشی به مرو را به باد انتقاد گرفته‌بود.
در روز پنجشنبه دوازدهم ربیع‌الثانی سال ۱۲۷۸، ناصرالدین‌شاه فرمان ممنوعیت انجمن فراموشخانه را صادر کرد و متن آن در روزنامهٔ دولت علیهٔ ایران به چاپ رسید. افزون بر فرمان شاه، تکفیر فراموشخانه به‌دست مجتهدان نیز حلقهٔ فشار بر اعضای فراموشخانه را تنگ‌تر کرد. بااین‌حال، ملکم‌خان و حلقهٔ یارانش به‌مدت شش ماه دیگر به‌طور پنهانی به برگزاری جلسات خود در خانهٔ جلال‌الدین میرزا ادامه دادند. این امر بر هراس شاه افزود. در ذیقعدهٔ ۱۲۷۸، یعنی نزدیک به شش ماه پس از «فرمان همایونی»، شب‌نامه‌ای سراسر انتقادی پخش شد که نوک پیکان انتقاد آن به‌سوی شخص ناصرالدین‌شاه بود. در آن شب‌نامه، ناصرالدین‌شاه، برای قتل امیرکبیر، عزل نوری، خوشگذرانی، سوءِاستفادهٔ اشراف قاجاری و خودکامگی نکوهیده می‌شد. پاسخ شاه به نکوهش‌های شبنامهٔ مذکور که شاید نخستین انتقاد از شاه و حکومت در عصر ناصری —درگذر از نوشته‌های انتقادی بابیان— بوده‌باشد، و تهدید ناشر ناشناس شبنامه مبنی بر انتشار عمومی پانصد نسخه از آن، پافشاری بر سرکوب اعضای فراموشخانه بود. به فرمان شاه، نیروهای دولتی که به فتوای مجتهدین نیز مجهز بودند، به فرماندهی میرزا محمدخان قاجار، به محل فراموشخانه، یعنی خانهٔ جلال‌الدین میرزا یورش بردند و آن را با خاک یکسان کردند. جلال‌الدین میرزا که از جان خویش در هراس بود، به حرم شاه عبدالعظیم پناه برد و در آن‌جا بست نشست. این در حالی بود که سایر اعضای برجستهٔ فراموشخانه، مانند میرزا ملکم‌خان، درصدد گریز از کشور برآمدند. سرانجام، جلال الدین میرزا به‌عنوان عضوی از خاندان سلطنتی بخشوده شد. بااین‌حال، وی تا پایان عمر مغضوب باقی ماند. پس از این رخداد، وی زندگی سیاسی عملی را به کنار نهاد و به صرافتِ نگارش نامهٔ خسروان افتاد. بدین‌ترتیب، جلال‌الدین میرزا نگارش اثری را آغازید که آن را شروع جریان تاریخ‌نگاری ملّی‌گرایانه در ایران دانسته‌اند.

### کژآیینی
جلال‌الدین میرزا قاجار، به‌دلیل داشتن دیدگاه‌های متفاوت از روزگار خویش به «سوءاعتقاد» متهم می‌شد. دراین‌باره برادرش، ملک ایرج میرزا، می‌نویسد که جلال‌الدین میرزا «به‌دلیل معاشرت با اهل فرنگ از سخنان آنان تأثیر پذیرفت و به‌تدریج از علم قرآن و حدیث و اقوال حکمای اسلامی بیگانه گشت و به‌یکباره دین و شریعت را از دست داد». دیوان بیگی نیز جلال‌الدین میرزا را مشهور به «سوءاعتقاد» و «وسعت مشرب» به‌دلیل «معاشرت با اقسام مردم» ذکر کرده‌است که در قالب «بعضی کلمات که با خاطر شریعت مطهره منافات داشت» از زبان جلال‌الدین میرزا بیان می‌شده‌است. زمان آغاز گرایش‌های نافی اسلام و غرب‌گرایانه در جلال‌الدین میرزا ناروشن است. دربارهٔ دوران کودکی جلال‌الدین میرزا نیز مطلبی که مؤید مواضع غربی، باستان‌گرایانه و ضدِدینی وی باشد، در دسترس نیست. بااین‌حال، چنین می‌نماید که جلال‌الدین میرزا حتی پیش از عضویت در فراموشخانه در سال ۱۲۷۸ هجری قمری نیز گرایش‌های غربی و شهرت بی‌دینی داشته‌است.
این امر می‌تواند ریشه در همنشینی جلال‌الدین میرزا با فرنگیان و فرنگ‌رفتگان، از جمله معلمان دارالفنون، داشته‌باشد. احتمالاً آثار اندیشمندان عصر روشنگری که از طریق معلمان فرنگی دارالفنون به ایران رسیدند، در گرایش‌های کژآیینانهٔ جلال‌الدین میرزا بی‌تأثیر نبوده‌باشند. عباس امانت برآن است که این تنها مواجههٔ جلال‌الدین میرزا با جریان‌های فکر غربی —همچون آثار ولتر و روسو— نبود که به گرایش‌های نامتعارف وی شکل داد. در عصر قاجار، به‌رغم سلطهٔ روحانیت شریعت‌مدار، سنت شرع‌ستیزانه‌ای نیز درون حلقه‌های صوفیانه یا گرایش‌های باطنی رایج بود که در نهایت با ظهور جنبش بابیه به اوج رسید. احتمالاً این سنت شرع‌ستیز زمینهٔ عبور جلال‌الدین میرزا را از مذهب متعارف فراهم آورده‌بود.
مورخان زمینه‌های دیگری نیز برای گرایش‌های نافی اسلام جلال‌الدین میرزا برشمرده‌اند. یکی از آن زمینه‌ها، وضع فرهنگی و تربیتی مادر وی است. جلال‌الدین میرزا هشت‌ساله بود که پدرش، فتحعلی‌شاه، مُرد. تربیت جلال‌الدین میرزا، همچون دیگر شاهزادگان، محصول فرهنگ مادر خود بود. مادر جلال‌الدین میرزا، هما خانم، دختر جمشید بیک کُرد جهانبگلو، نائب میرآخور شاه بود. عباس امانت محتمل می‌داند که کُردان جهانبگلو همچون دیگر تیره‌های کُرد کوچانده‌شده به شمال و شمال شرق ایران در عصر صفوی تیره‌ای پیرو مذهب اهل حق بوده‌باشند. وی تداوم پاره‌ای عقاید زرتشتی در اندیشهٔ مذهبی آیین اهل حق و انتقال آن‌ها از طریق مادر به فرزند را در گرایش‌های زرتشتی جلال‌الدین میرزا که در سنین بزرگ‌سالی بُروز یافت، بی‌تأثیر نمی‌داند. افزون بر این، هما خانم گویا خود نیز گرایش‌های غربی می‌داشت؛ چنان‌که به گفتهٔ احمد میرزا، وی از جملهٔ چهار زنی در حرمسرا بود که جامهٔ فرنگی می‌پوشید. امانت پرورش جلال‌الدین میرزا در دامن چنین مادری را در شکل‌گیری اعتقادات نافی اسلام وی مؤثر می‌داند.
درگذر از زمینه‌ها، گرایش‌های نامتعارف جلال‌الدین میرزا از رهگذر ارتباط با میرزا ملکم‌خان و حلقهٔ سیاسی پنهان وی، فراموشخانه، فزونی یافت. علاوه بر گرایش‌های غربی مشترک، پیوند جلال‌الدین میرزا با ملکم‌خان و فراموشخانه می‌تواند محصول نارضایتی وی از محروم‌ماندن فرزندان فتحعلی‌شاه از سلطنت نیز بوده‌باشد.

### فرزندان
از فرزندان جلال‌الدین میرزا، عزیزالله میرزا ظفرالسلطنه را می‌توان نام برد. وی در دارالفنون تحت تعلیم آموزگاران نظامی اتریشی تعلیمات نظامی آموخت و وارد نظام شد و تا درجهٔ سرداری پیش رفت. او نخست به ریاست گارد خانهٔ میرزا حسین خان مشیرالدوله، سپهسالار بعدی، رسید و پس از آن، مدت‌ها فرماندهٔ فوج خلخال بود و سپس حاکم همان شهر شد. پس از آن، چندی مسئول نان در شهر تبریز شد؛ در اواخر سلطنت مظفرالدین‌شاه، به حکومت کرمان و بلوچستان گمارده شد؛ پس از پایان حکومت کرمان، به حکومت تهران رسید. پس از مشروطه، ظفرالسلطنه به‌مدت دو ماه وزیر جنگ در دولت نظام‌السلطنه مافی بود. با رواج شناسنامه در ایران، فرزندان عزیزالله میرزا ظفرالسلطنه نام خانوادگی «جلالی قاجار» و «فرید نصر» را برای خود برگزیدند. دختران جلال‌الدین میرزا بایسته خانم و شایسته خانم نام داشتند که هر دو با خاندان غفاری کاشان وصلت کردند. بایسته خانم همسر نظام‌الدین مهندس‌الممالک غفاری و شایسته خانم همسر میرزا محمدعلی‌خان مصد‌ق‌الدوله غفاری شد.

### مرگ
جلال‌الدین میرزا در دههٔ هشتاد سدهٔ سیزدهم قمری و در زمان انتشار مجلد دوم نامهٔ خسروانبه بیماری سیفلیس مبتلا شد و رفته‌رفته بینایی خویش را از دست داد. در سال‌های پایانی زندگی، جلال‌الدین میرزا برای انجام حج ابراز تمایل می‌کرد. گمانه بر این است که با کمک این چرخش آشکار، وی آهنگ آن داشته که خود را از اتهام ارتداد برهاند. گمانهٔ دیگر بر این است که وی قصد گرفتن مجوز خروج از ایران به بهانهٔ حج داشته‌است، تا نهایتاً به اروپا برود. این امید یحتمل به‌واسطهٔ انتصاب میرزا حسین‌خان سپهسالار به منصب صدرِاعظمی در دل این شاهزادهٔ قاجاری کاشته شده بود؛ گماشتن میرزا حسین‌خان مشیرالدوله به منصب صدارت در سال ۱۲۸۸ هجری قمری مقارن با آزادسازی فضای فرهنگی ایران بود، چنان‌که مجلد سوم نامهٔ خسروان —احتمالاً با حمایت صدراعظم— اجازه انتشار یافت. جلال‌الدین میرزا در حالی در سال ۱۲۸۹ هجری قمری، در سن ۴۴ سالگی درگذشت، که موفق به اتمام اثر تاریخ‌نگاری خویش، یعنی نامهٔ خسروان، نشد.

## تاریخ‌نگاری
درحالی‌که جلال‌الدین میرزا بر سر موضع انتقادی خود از حکومت قاجار مانده بود، در پایان عمر کوتاهش —در فاصلهٔ میان سال‌های ۱۲۸۵ تا ۱۲۸۸ هجری قمری— نگارش اثری تاریخی را آغازید که به اقرار خود، مقصود از آن به‌دست‌دادن اثری به پارسی سره و عربی‌زدوده با محتوایی که تأکید بر ایران باستان می‌دارد، بوده‌است. منشأ انگیزهٔ اولیهٔ جلال‌الدین میرزا برای آغاز نگارش این اثر نامشخص است؛ گرچه در نامه‌ای به آخوندزاده تصریح می‌کند دلیل نگارش تاریخ اجداد ایرانی‌اش به زبان پارسی سره بازآفرینی شکوهِ ایشان بوده که در اثر یورش عرب‌ها از دست رفته‌است. به بیانی دیگر، سال‌های پایانی زندگانی جلال‌الدین میرزا به تولید اثر تاریخی ملی‌گرایانه سپری شد.
مجلد نخست یا «نخستین نامه» در سال ۱۲۸۵ هجری قمری در شرح تاریخ ایران «از مه‌آبادیان تا ساسانیان» نگاشته شده‌است. مجلد دوم در سال ۱۲۸۷ هجری قمری زیر عنوان «دومین نامه» تحریر شد و به اخبار «آغاز طاهریان تا انجام خوارزمیان» پرداخته‌است. مجلد سوم نامهٔ خسروان یا «سِیُمین نامه» که اخبار ایران «از آغاز چنگیزیان تا انجام شهریاری زندیان» را دربردارد، در سال ۱۲۸۸ هجری قمری نگاشته شد و در همان سال به خط عبدالرحیم شیرازی در کارخانهٔ علی‌قلی‌خان قاجار به چاپ رسید. مجلد چهارم، چنان‌که جلال‌الدین میرزا به فتحعلی آخوندزاده وعده داده‌بود، می‌بایستی دربردارندهٔ تاریخ قاجار تا روزگار نگارنده باشد که به‌سبب مرگ جلال‌الدین میرزا یا هراس وی از پیامدهای انتقاد از حکومت قاجار هرگز نوشته نشد.
پس از مرگ جلال‌الدین میرزا، اثر وی تا حد زیادی در فضای عمومی ایران به دست فراموشی سپرده شد. با این حال اما نامهٔ خسروان دو بار در خارج از ایران منتشر شد: نخست در بمبئی در سال ۱۳۱۹/۱۸۹۹، بار دیگر در لکهنو در ۱۹۳۱ میلادی. محتمل است چاپ دوم به عنوان کتاب درسی تاریخ در نظر گرفته شده بوده‌باشد. خان صاحب محمد شیرازی مَلّک‌الکُتّاب، ناشر نسخهٔ بمبئی، مجلد چهارمی نیز به سبک جلال‌الدین میرزا نوشت و بر نامهٔ خسروان افزود. این مجلد چهارم که ذکر اخبار رخدادهای معاصر بود، به لحاظ کیفیت در مرتبهٔ پایین‌تری از اثر اصلی قرار داشت. در خاتمهٔ مجلد چهارم نسخهٔ بمبئی نوشته شده‌است کتاب برای امتحان زبان فارسی —احتمالاً برای استخدام در دولت هند— از ۱۹۰۱ تا ۱۹۰۴ استفاده می‌شده‌است.

### بن‌مایه‌گان
به‌ لحاظ سبک‌شناسی، نامهٔ خسروان به زبانی ساده و به دپر از واژگان بیگانه، به‌ویژه عربی، «برای مردمان، به‌ ویژه کودکان» نگاشته شد. محتمل است این امر به تقلید از کتب درسی فرانسه به ذهن جلال‌الدین میرزا رسیده بوده باشد. از دیگر ویژگی‌های استثنایی این کتاب، وجود نگاره‌هایی از پادشاهان ایران در متن اثر است که طرح آن‌ها اغلب از تصاویر منقوش بر سکه‌های دوران ساسانی الهام گرفته شده است. با این‌ حال، از پادشاهان پس از اسلام تصویری در کتاب وجود ندارد؛ جلال‌الدین میرزا از نایابی تصاویر پادشاهان پس از اسلام شِکوه می‌کند و علت این امر را تغایر اسلام با صورتگری، به مثابه مصداق بت‌پرستی، می‌داند. گرچه جلال‌الدین میرزا مدعی شده آثار پژوهشی غربی دربارهٔ ایران را مطالعه کرده‌ است، اما علی‌الظاهر وی حتی با ترجمهٔ فارسیِ کتیبهٔ بیستون که توسط هنری راولینسون به‌دست داده شده‌ بود، آشنایی نمی داشته است. نیز پیداست جلال‌الدین میرزا با تاریخ هخامنشیان از رهگذر آثاری همچون تاریخ هرودوت آشنایی نمی‌داشته‌ است. منطق زمان تاریخی در نامهٔ خسروان تحت تأثیر متون آذرکیوانی —دساتیر آسمانی و دبستان مذاهب— با شرح مختصری از سلسله‌های پادشاهی افسانه‌ای —همچون آبادیان، جیان و غیره— آغاز می‌شود، و پس از آن به سلسله‌های مشهور در تاریخ اساطیری ایران —یعنی پیشدادیان و کیانیان که در روایت تاریخ اساطیری به‌دست اسکندر مقدونی منقرض شدند— می‌رسد. وی هخامنشیان را با کیانیان برابر می‌گرفت. آگاهی تاریخی جلال‌الدین میرزا از تاریخ ایران پیش از اسلام بیشتر متأثر از گزارش‌های تاریخی شاهنامهٔ فردوسی بود.
منبع مجلدهای دوم و سوم نامهٔ خسروان به‌نظر می‌رسد حبیب‌السیر اثر غیاث‌الدین خواندمیر و روضةالصفا نوشتهٔ میرخواند، که رضاقلی‌خان هدایت چند جلدی بر آن افزود و روضةالصفای ناصری‌اش نام نهاد، بوده باشد. در طرح کلی و گاه‌شماری، نامهٔ خسروان عمیقاً ادامهٔ منابع مذکور است؛ تفاوت نامهٔ خسروان با منابع خود در نثر روان‌تر آن نسبت منابع مذکور می‌باشد. جلال‌الدین میرزا در مجلد سوم از جهانگشای نادری، اثر میرزا مهدی استرآبادی، نیز بهره گرفته است.

## گرایش‌ها و تاریخ‌نگری

### زمینه و زمانه
جلال‌الدین میرزا را به‌همراه میرزا فتحعلی آخوندزاده و پس از آن‌ها میرزا آقاخان کرمانی، یوسف مستشارالدوله و عبدالرحیم طالبوف، از پیشگامان اندیشهٔ تاریخ‌نگاری ملی‌گرایانه در ایران و ملی‌گرایی ایرانی دانسته‌اند. جلال‌الدین میرزا در عصری دست به نگارش نامه خسروان زد که روشنفکران عصر ناصری، افسرده از گذشته و تحقیرشده از اکنون، بازنگری و تفسیر مجدد تاریخ خویش را با هدف یافتن ریشه‌های زوال و انحطاط آغازیدند. در این مسیر، دوران باستانی ایران را دوران شکوه و عظمت ایران یافتند. این روشنفکران علت زوال تمدن ایران را حملهٔ عرب‌های مسلمان به ایران، و دلیل تداوم این عقب‌ماندگی را چیرگی احکام عرب و اسلام می‌دانستند. در نظر این روشنفکران، راه پایان‌دادن به انحطاط دیرپای ایران از مسیر بازآفرینی فرهنگ و آداب ایران پیش از اسلام می‌گذشت.

### ملی‌گرایی و میهن‌پرستی
در عصر قاجار، در کنار ترجمهٔ کتب تاریخی اروپایی که در دربار و بیرون از آن انجام می‌شد، تاریخ‌های مستقل دیگری نیز در حال نگارش بودند. این آثار مستقل، بازتاب‌دهندهٔ نوعی گرایش به تاریخ پیشااسلامی ایران بودند. اما برخلاف تاریخ‌نگاران درباری، هدف این تاریخ‌نگاری‌ها، مشروعیت‌بخشی به حکومت قاجاریان نبود؛ بلکه در واقع، آن‌ها بر اهمیت ملیت ایرانی، به‌مثابه امری ورای سلسله، دودمان یا حکومتی مشخص، تأکید می‌کردند. در چنین فضایی بود افرادی همچون جلال‌الدین میرزا قاجار، فرصت‌الدوله شیرازی و میرزا آقاخان کرمانی، آثار تاریخی خود را نه در راستای نیات و اهداف دربار قاجار، که برای حوزهٔ عمومیِ در حال ظهور نوشتند. به بیانی دیگر، جلال‌الدین میرزا و خلف او، یعنی میرزا آقاخان کرمانی، نمایندهٔ گرایشی در تاریخ‌نگاری ایرانی بودند که ایران را در کانون تاریخ قرار می‌داد و ورود اسلام را تحولی منفی برای این سرزمین ارزیابی می‌کردند. آثار تاریخی جلال‌الدین میرزا، فرصت‌الدوله و میرزا آقاخان کرمانی که بدون حمایت دربار و دولت نوشته شده‌ بودند، خبر از نضجِ گونهٔ نوینی از تاریخ‌نگاری می‌داد که در آن شکوه ملت ایران جایگزین مشروعیت سلسلهٔ قاجار به‌عنوان هستهٔ مرکزی تاریخ‌نگاری شده بود. این‌چنین، جلال‌الدین میرزا با نگارش نامهٔ خسروان آغازگر تاریخ‌نگاری ملّی‌گرایانهٴ ایران بوده‌است، و او را می‌توان نخستین تاریخ‌نگار باستان‌گرای ایران دانست.
در روایت جلال‌الدین میرزا از تاریخ ایران، اسلام چندان محل توجه نیست، اما سقوط ایرانشهر به کانون روایت وی در نامهٔ خسروان بدل می‌گردد. در کنار عرب‌ها، حکومت‌های ایلات ترک-مغول نیز به‌عنوان عامل انحطاط ایران و آورندهٔ ویرانی به این سرزمین معرفی می‌شوند. چنین تأکیدی بر چهرهٔ مخرب یورش عرب‌ها، ترکان و مغولان به ایران، می‌تواند ریشه در آثار شرق‌شناسان قرن نوزدهم اروپایی داشته باشد. به‌بیانی دقیقتر، این رمانتیسم قرن نوزدهم در اروپا بود که می‌کوشید هویت ملت‌ها را از درونِ تضادی با بیگانگان و قدرت‌های ستمگر شکل دهد. این‌چنین، گذشتهٔ باشکوه در قامت الگویی برای آیندهٔ بهتر بازتاب یافت، و اکنونِ منحطْ نتیجهٔ ظلمی فهم شد که از بیرون و از جانب بیگانگان به کشور تحمیل گردیده‌بود.
بر پایهٔ روایت نامهٔ خسروان، عرب‌ها و مغولان دو متهم اصلی زوال ایران بودند؛ شگفت آن‌که یونانیان در فهرست متهمان‌جای نگرفتند. چنین رویکردی به تاریخ —به‌ویژه آن‌جا که حملهٔ عرب و ورود اسلام را فاجعه‌ای عظیم می‌انگاشت— در تضاد آشکار با جریان تاریخ‌نگاری سنتی قاجاری بود که در آثار افرادی همچون رضاقلی‌خان هدایت و محمدتقی سپهر بازتاب می‌یافت.
گرچه در روایت نامهٔ خسروان از تاریخ، عرب‌ها و ترک‌ها مقصر اصلی زوال ایرانیان قلمداد می‌شدند، چند استثناء نیز در این میان به چشم می‌خورد: جلال‌الدین میرزا با سلطان محمود غزنوی، چنگیز خان و تیمور لنگ همدلی‌هایی از خود نشان داده‌ است، گرچه نظر مثبتی به ایلخانان ندارد. در میان دیگر شاهان متأخر، جلال‌الدین میرزا شاه عباس یکم، نادرشاه و کریم‌خان زند را می‌ستاید. ستایش کریم خان، این بزرگترین رقیب عصر متقدم قاجاریان، و توصیف او با صفت «شاه دلیر و پیروزمند» که در حق رعایایش مهربان بود، گواه این مدعاست که جلال‌الدین میرزا توانسته‌ بود از تعصب به تبار قاجاری خود درگذرد و آن را فرونهد.
نامهٔ خسروان را شاید بتوان نخستین کوشش برای به دست دادن دوره‌ای موجز و مُصوّر از تاریخ ایران برای عامهٔ مردم دانست که بر پیوستگی ملی تاریخ ایران از عهد باستان تا زمان معاصر تأکید داشت. گرچه نامهٔ خسروان در روش تاریخ‌نگاری و بهره‌گیری از منابع جدید پیشرو نبود، دربردارندهٔ نخستین نشانه‌های بازآفرینی گذشته با تکیه بر روایتی ملی‌گرایانه بود. گرایش‌های ملی‌گرایی نه‌تنها در تاریخ‌نگری اثر، که در نثر پارسی‌گرای آن نیز تعین یافته است. در واقع، جلال‌الدین میرزا با تکیه بر دو عنصر زبان و تاریخ ملی، کوشید مفهوم ملّت را با تدوین تاریخ یکپارچهٔ ایران به زبان پارسی، به‌عنوان زبان ملی، نوسازیِ مفهومی‌کند.
روایت جلال‌الدین میرزا از تاریخ ایران در میان سایر روایات تاریخ‌نگاران ایرانی، به‌سبب پیوندی که میان ایران پیش از اسلام با ایران اسلامی برقرار کرده‌بود، روایتی منحصربه‌فرد به‌شمار می‌رفت. پیش از نامهٔ خسروان نیز آثار فارسی دیگری وجود داشتند که پیوندی با گذشتهٔ پیشااسلامی برقرار کرده‌بودند، اما این پیوندها عمدتاً از رهگذر روایات اسلامی-عبرانی، احادیث، قرآن، گزارش‌های جاهلی و فلسفهٔ یونانی صورت‌بندی می‌شدند. بدین اعتبار، می‌توان نامهٔ خسروان را نخستین اثری دانست که با به‌دست‌دادنِ روایتی سیاسی-فرهنگیْ میانِ ایرانِ پیش و پس از اسلام پل زده‌است.
بااین‌همه، گرچه نوشتن چنین اثرِ تاریخیِ ایران‌محوری در عصر قاجار امری منحصربه‌فرد بود، در دوره‌های قبل‌تر کاملاً هم بی‌سابقه نبود. حمدالله مستوفی مورخ و تاریخ‌نگار سدهٔ چهاردهم میلادی در تاریخ گزیده آگاهی عمیق خویش از سلسله‌های پیشااسلامی ایران را که در تاریخ طبری و شاهنامهٔ فردوسی نقل شده، به‌خوبی نشان داده‌است. شاهنامهٔ فردوسی تأثیر بزرگی بر اثر جلال‌الدین میرزا گذاشت؛ این تأثیر نه صرفاً در استفادهٔ جلال‌الدین میرزا از شاهنامه به‌مثابه منبع، که با درآمیختن اسطوره و تاریخ، چنان‌که در شاهنامه رایج است، قابل مشاهده است.

### اندیشهٔ سیاسی
تمرکز جلال‌الدین میرزا بر متهم‌کردن دو نهاد —پادشاهی سست‌شده و روحانیت محافظه‌کار— به‌عنوان عامل زوال ایران از ویژگی‌های عمومی روشنفکران آن عصر بود. بااین‌همه، نمی‌توان گفت جلال‌الدین میرزا با جنبش‌های تاریخی ضدِ نهاد حکومت همدلی داشته‌است. در روایت وی، مانی، مزدک و دیگر جنبش‌های کژآیینانه سده‌های بعدی چهره‌ای منفی می‌دارند. در واقع، به‌هیچ‌وجه جلال‌الدین میرزا اساس سلطنت و ادعای آن بر مشروعیت ذاتی را به پرسش نمی‌گیرد. به مانند بسیاری از هم عصران خویش، جلال‌الدین میرزا نیز شیفتهٔ فرهنگ سکولار و مدرن غرب شده بود و آن را نوشداروی دردهای ایران می‌دانست، بااین‌حال، به مانند بسیاری دیگر، تهدیدات ناشی از حضور چیره‌جویانهٔ غرب را خطری سیاسی قلمداد نمی‌کرد. او نیز همچو آخوندزاده تأکید بر زبان و فرهنگ را کلید احیای ایران می‌دانست.

### سره‌نویسی
جلال‌الدین میرزا نامهٔ خسروان را به پارسی سره نگاشت. گرایش وی به پارسی سره را می‌بایست به‌عنوان بخشی از آرزوی وی در بازآفرینی میراث پیشااسلامی ایران فهمید. بازگشت نوستالژیک به پارسی سره دستِ کم ریشه در جنبشی به نام آذرکیوانیان در قرن شانزدهم میلادی می‌داشته‌است که احتمالاً جلال‌الدین میرزا از رهگذر دساتیر آسمانی با آن مواجه شده‌بود. محمد توکلی طرقی برآن‌است که با رشد صنعت چاپ و ورود آثار آذرکیوانیان به ایران، جریانی از سره‌نویسی و عربی‌زدایی از زبان پارسی در میان روشنفکران ایرانی به‌وجود آمد. این جریان چنان اشتیاقی در میان روشنفکران عصر ناصری برانگیخت که نویسندگان و شاعران بسیاری، از جمله جلال‌الدین میرزا، سره‌گرایی پیشه کردند و بر طریق قلم زدند و متن نگاشتند. در میان نویسندگان و شاعران معاصر با جلال‌الدین میرزا، برخی اهل قلم تااندازه‌ای بر وی تأثیر گذارده‌بودند. از آن جمله می‌توان از یغمای جندقی نام برد که نامه‌های خود را به فارسی سره می‌نگاشت. اما برخلاف یغما، جلال‌الدین میرزا به قصد سادگی و آسان‌فهمی برای عرصهٔ همگانی بود که فارسی را سره می‌نوشت. از این منظر، می‌بایست جلال‌الدین میرزا را از پیشروان جنبش ساده‌نویسی فارسی در قرن بیستم به‌شمار آورد؛ با این حال، وی برخلاف چهره‌های متاخرتر، همچون احمد کسروی، دست به واژه‌سازی نزد. بااین‌همه، او در به‌کارگیری اصطلاحات تازه مهارت داشت؛ برای نمونه، «داستان» را به‌جای تاریخ، «داستان‌سرا» به‌جای تاریخ‌نگار و «پیغمبر» به‌جای رسول به‌کار می‌برد. سبک نگارش جلال‌الدین میرزا مورد پسند میرزا فتحعلی آخوندزاده و میرزا اسکندر کاظم بیگ واقع شد و هر دو نامبرده طی نامه‌هایی وی را ستودند. آخوندزاده، به ویژه، جلال‌الدین میرزا را برای رهانیدن فارسی از یوغ واژگان عربی می‌ستود. بااین‌همه، جلال‌الدین میرزا از آخوندزاده به‌دلیل معرب‌ساختن واژگان فرانسوی انتقاد می‌کرد. بیزاری او از زبان عربی سبب شده‌بود که به آینده‌ای امید ببندد که در آن کودکان به جای زبان عربی زبان فرانسه بیاموزند. گرچه ظاهراً سره‌نویسی جلال‌الدین میرزا در همان اوان پیروان اندکی پیدا کرده‌بود، خبر از آغاز اقداماتی مشابه در آینده می‌داد که نهایتاً در قالب ایجاد فرهنگستان در عصر پهلوی ظهور کرد.

### مردم‌گرایی
برخلاف تاریخ‌نگاران درباری، که عموماً آثار خویش را برای دربار و حلقهٔ کوچک نخبگان می‌نوشتند، جلال‌الدین میرزا نامهٔ خسروان را «برای مردم، به‌ویژه برای کودکان»، نگاشت. وی از جایگاه یک درباری و به‌منظور ارتباط با مردم دست به نگارش تاریخ نزد؛ تاریخ نزد جلال‌الدین میرزا ابزار تعلیمی مفیدی برای عموم مردم بود. شگفت آن‌که اثر تاریخی جلال‌الدین میرزا نتوانست به‌عنوان بخشی از برنامهٔ درسی دارالفنون مقرر و تدریس شود؛ احتمالاً این امر به‌سبب اتهام ارتدادی بود که پیشترها به وی نسبت داده شده‌بود. بااین‌حال، از نامهٔ خسروان، در منابع اروپایی به‌عنوان اثر درخورِ توجهی به‌منظور به‌دست‌دادن روایتی ملی‌گرایانه از تاریخ ایران یاد شد که نویسندهٔ آن فاقد وابستگی به دربار قاجار بوده‌است.

### تأثیر و تأثر
دربارهٔ تبار فکری جلال‌الدین میرزا، دو خوانش وجود دارد. خوانش نخست، نظام اندیشگی جلال‌الدین میرزا را ملهم از الهیات آذرکیوانی می‌داند. آذرکیوانیان جنبشی نوزرتشتی بودند که در عصر صفوی از ایران برخاستند، به دربار اکبرشاه در هندوستان رفتند و در آنجا بالیدند. این جنبش بر برتری میراث فرهنگی ایرانی-زرتشتی در برابر مؤلفه‌های هویت عربی-اسلامی تأکید می‌داشت. آثار آذرکیوانیان در عصر ناصری اثرات مهمی در گسترش گرایش‌های باستان‌گرایانه از خود بر جای گذاشت که در آثار برخی نویسندگان آن عصر قابل مشاهده است. از میان این نویسندگان می‌توان به جلال‌الدین میرزا اشاره کرد که برای بازیابی هویت و میراث ملی ایرانیان بسیار کوشید. گرچه امروزه درستی محتوای تاریخی متون آذرکیوانی به‌وسیلهٔ تاریخ‌پژوهشان رد شده‌است، بررسی ابعاد اندیشگی این جنبش دینی همچنان برای نوری که بر تحول اندیشگی نویسندگان آن دوران می‌افکند، مهم و در خور توجه است. در نبود منابعی جدی دربارهٔ تاریخ ایران باستان، جلال‌الدین میرزا برای نگارش اثر خود از کتاب دبستان مذاهب که از آثار پایه‌ایِ آذرکیوانیان است و محتوایی تاریخی، اما ساختگی، دربارهٔ ایران باستان دارد، به‌عنوان منبعی جدی دربارهٔ تاریخ ایران باستان متقدم بهره برد؛ بااین‌همه، عمدهٔ مطالبی که جلال‌الدین میرزا از کتاب دبستان مذاهب اخذ کرد، بیش از این‌که تاریخی باشد، اسطوره و افسانه بود. محمد توکلی طرقی برآن‌است که آذرکیوانیان و آثار آنان —همچون دستاتیر آسمانی و دبستان مذاهب— زمینهٔ گسست ایران از اسلام و فراپردازی هویت نوین ایرانی را فراهم آوردند. این گسست، زمینه‌ساز آغاز جنبشی برای کوشش در یافتن مبدأ خویشتن در ایران عصر قاجار شد. تاریخ‌نگاری برآمده از این جنبش که اثر تاریخی جلال‌الدین میرزا، یعنی نامهٔ خسروان بخشی از برون‌داد فرهنگی آن بود، اغلب نظام گزارش تاریخ پیشینیان را کنار هم گذاشته و روایتی پیوسته از گذشته و اکنون ایران به‌دست دادند.
در کنار خوانشی که جلال‌الدین میرزا را متأثر از الهیات آذرکیوانی می‌داند، خوانش دیگری دربارهٔ تبار فکری وی وجود دارد؛ این خوانش برآن‌است که روشنفکران این دوره —از جمله جلال‌الدین میرزا— نه تحت تأثیر جریانِ بومیِ برآمده از ترجمه و چاپ آثار دساتیری، که متأثر از نمونه‌های دولت‌های ملی اروپایی و ایدئولوژی سیاسی ناسیونالیسم، به‌عنوان گفتمان مسلط دولت-ملت‌سازی مدرن، دست تولید چنین آثاری زدند. این خوانش بر این باور است که گرچه جلال‌الدین میرزا شاید مستقیماً از رمانتیسم اروپایی اثر نپذیرفته باشد، در اثر او قطعاً گذشته‌ای آرمانی بازآفریده می‌شود که ضرورت بازآفرینی آن بر دقت تاریخی ارجح است. این امر را از رویکرد ستایشگرانه و غیرانتقادی وی به شاهان پیش از اسلام ایران، و در برابر، انتقاد ضمنی و تلویحی از ناصرالدین‌شاه و دستگاه قاجار می‌توان دریافت.
نامهٔ خسروان نه تنها در تعارض آشکار با تاریخ‌نگاری‌های درباری بود، بلکه با ادبیات علم رجال و مقتل‌نویسی در تشیع و تذکره‌نویسی در تصوف نیز تفاوتی روشن داشت. بدین ترتیب، اثر جلال‌الدین میرزا را باید یکی از نخستین آثاری در نظر گرفت که میان خاطرهٔ تاریخ اساطیری ایران که نمایندهٔ آن را شاهنامه می‌توان دانست، از یک سو، و نخستین مطالعات غربیان در تاریخ ایران باستان، که وارد فضای فکری عامهٔ مردم شده‌بود، از سوی دیگر پل زده‌است. گرچه این اثر به اندازهٔ روضه‌الصفای ناصری، نوشتهٔ هدایت، و ناسخ‌التواریخ اثر محمدتقی سپهر محبوب نشد، اما به نظر می‌رسد به منبع الهام سبک نقاشی سقاخانه‌ای در اواخر دوران قاجار و اوائل دوران پهلوی بدل شد.
به‌رغم بی‌توجهی آشکاری که به نامهٔ خسروان شد، نفوذ آن را در نوشته‌های عصر مشروطه و پس از آن می‌توان پی گرفت. گرچه انتشار این کتاب در ایران متوقف شد، نامهٔ خسروان به الگوی کتب درسی مدرن فارسی بدل شد. تکیهٔ نامهٔ خسروان بر تاریخ سلسله‌ای نیز در تاریخ‌نگاری عصر پهلوی استمرار یافت. همچون روایت نامهٔ خسروان، تاریخ‌نگاران عصر پهلوی به ستودن عصر پیشااسلامی و کوچک‌شمردن دوران اسلامی، به ویژهٔ دوره‌های متأخرتر آن، گرایش داشتند. بدین ترتیب تسخیر ایران به‌دست عرب‌های مسلمان و حملات ترکان و مغولان به آن مقصر اصلی زوال و ویرانی ایران شناخته و غرب، الگوی احیای ایران در نظر گرفته شد. نیز در پروژهٔ زبانی عصر پهلوی، گرایش به پالودن زبان فارسی از واژگان عربی و ترکی وجود داشت؛ چنان‌که در نامهٔ خسروان این چنین رویکردی به چشم می‌خورد.
جلال‌الدین میرزا در میانهٔ جنبش منورالفکری عصر ناصری قرار داشت و از میان این منورالفکران با میرزا فتحعلی آخوندزاده دوستی می‌داشت. آخوندزاده جلال‌الدین میرزا را در زمرهٔ دوستان نزدیک خود که بدان‌ها «همرازان» می‌گفت، آورده‌است. این دوستی سبب شده بود که جلال‌الدین میرزا هم بر وی تأثیر بگذارد و هم تأثیر بپذیرد. آخوندزاده زبان فارسی را از روی شاهنامه و نامهٔ خسروان جلال‌الدین میرزا به پسرش، رشید، آموخت. جلال‌الدین میرزا نیز نامه‌ای از آخوندزاده را در مقدمهٔ جلد دوم نامهٔ خسروان منتشر کرده‌است. همو بود که، وقتی آخوندزاده در پی مترجمی خبره برای ترجمهٔ نمایشنامه‌هایش به زبان فارسی می‌گشت، محمدجعفر قراچه‌داغی را به وی معرفی کرد.

## یادداشت
1. ↑  مقارن با حدود ۱۲۰۵ یا ۱۲۰۸ هجری خورشیدی و ۱۸۲۷ یا ۱۸۳۰ میلادی
2. ↑  مقارن با حدود ۱۲۵۲–۱۲۵۱ هجری خورشیدی و ۱۸۷۲ میلادی
3. ↑  در نقاشی رنگ روغنی که جلال‌الدین میرزا را به تصویر کشیده‌است و اکنون در جعبهٔ اطلاعات مقالهٔ حاضر قابل مشاهده است، یادداشتی در نیمهٔ پایین سمت چپ اثر وجود می‌دارد. در این یادداشت که نقاش اثر از خود برجای گذاشته‌است، تاریخ نگارش نقاشی را «شهر شوال المکرم سنهٔ ۱۲۷۵» ذکر کرده‌است. اون همچنین آورده‌است که نقاشی مذکور تصویری از ۳۰ سالگی این شاهزادهٔ قاجاری است. از تفریق عدد ۳۰ از ۱۲۷۵، عدد ۱۲۴۵ به دست می‌آید. این امر مؤید این مدعاست که جلال‌الدین میرزا به سال ۱۲۴۵ هجری قمری زاده شده‌است. لذا به احتمال بسیار، تاریخ تولد جلال‌الدین میرزا سال ۱۲۴۵ هجری قمری باشد.
4. ↑  جلال‌الدین میرزا قاجار پسر فتحعلی‌شاه با جلال‌الدین میرزا پسر خانلر میرزا اشتباه نشود.
5. ↑  مقارن با حدود ۱۲۰۵ یا ۱۲۰۸ هجری خورشیدی و ۱۸۲۷ یا ۱۸۳۰ میلادی
6. ↑  عباس امانت جلال‌الدین میرزا را پسر پنجاه‌وپنجم فتحعلی‌شاه دانسته‌است، عباس قدیمی قیداری وی را پنجاه‌وششمین، و مهدی بامداد وی را پنجاه‌وهشتمین پسر فتحعلی‌شاه قاجار خوانده‌است.
7. ↑  مقارن با ۱۲۳۷ تا ۱۲۴۰ هجری خورشیدی و ۱۸۵۷ تا ۱۸۶۰ میلادی
8. ↑  پس از مرگ فتحعلی‌شاه، نوهٔ وی، محمدشاه، فرزند عباس میرزا به سلطنت رسید. این‌چنین همهٔ فرزندان فتحعلی‌شاه از سلطنت محروم ماندند و سلطنت به نسل سوم منتقل شد.
9. ↑  روزی در این اندیشه فتاد[م] که از چیست [که] ما ایرانیان زبان نیاکان خویش را فراموش کرده‌ایم و با اینکه پارسیان در نامه‌سرایی و چکامه‌گویی به گیتی فسانه‌اند، نامه[ای] در دست نداریم که به پارسی نگاشته شده باشد. اندکی بر نابودی زبان ایرانیان دریغ خوردم و پس از آن خواستم آغاز نامهٔ پارسی کنم، سزاوارتر از داستان پادشاهان پارس نیافتم. از این روی این نگارش را نامهٔ خسروان نام نهادم و کوشیدم که سخنان روانِ به‌گوش‌آشنا نگارش رود تا بر خوانندگان دشوار نباشد.
10. ↑  Public Sphere
11. ↑  محمد توکلی طرقی، افرادی که در ادامه آمده‌اند را از پیروان جنبش سره‌نویسی‌ای دانسته که جلال‌الدین میرزا نیز بدان تعلق داشته‌است: یغمای جندقی، میرزا حبیب‌الله قاآنی، میرزا رضا تبریزی، فرهاد میرزا قاجار، احمد دیوان‌بیگی شیرازی، اسمعیل تویسرکانی، ابوالفضل گلپایگانی گوهر یزدی، نصرالله خان دایی، میرزا رضا بگشلو قزوینی، مانکجی پارسی، میرزا آقا احمدخان کرمانی، کیسخرو شاهرخ کرمانی و میرزا آقاخان کرمانی.
12. ↑  جلال‌الدین میرزا به آخوندزاده: چگونه شده‌است که برخی از سخنان فرانسه را به زبان تازی درآورده‌اید؟ مانند تلگراف (تلغرافیا)، ژاگرافی (جغرافیا)، پلتیک (پلتیقیا)، کلنل (قولنل) و گرامر (قرامر) شده‌است؟... کریسفت کلمب را خریستفور قولومب، کریتیک را قریتیقیا و متماتیک را ماتیماتیقا و کورسپنداس را قوریپسوندیس و دیگر نام‌ها نوشته بودید. با این که این‌ها نام‌اند و در ایران زبان فرانسه چنان پسندیده و فراوان است که بسیاری از مردم پاک‌گهر فرزندان خود را به آموزش این زبان گذارده [کذا] و نام‌های فرانسه به گوش آن‌ها از زبان تازی آشناتر است و زبان آن‌ها را به خوبی می‌دانند، خواهش دارم که هر چند از پیش می‌رود نام‌ه‌های فرانسه و روس به همان جور زبان ایشان گفته شود.
13. ↑  همرازان دیگر آخوندزاده عبارت اند از: میرزا یوسف خان مستشارالدوله (دوست دیرین آخوندزاده)، میرزا ملکم خان، شیخ محسن خان معین‌الملک (مشیرالدولهٔ بعدی)، مانکجی (از پارسیان هند)، آقا علی‌اکبر تبریزی (بابایوف).